# Charo Soriano
Rosario «Charo» Soriano Urbano (Madrid, 21 de febrer de 1928) és una actriu espanyola.

## Biografia
Rosario Soriano Urbano, més coneguda com a Charo Soriano, neix en Madrid el 21 de febrer de 1928. Després d'estudiar en el Col·legi Sant Vicent de Paul i iniciar els estudis de Comerç en el Liceu Italià di Madrid, amb 16 anys rep classes de l'actor José Franco i accedeix com a meritòria al Teatro Español. Inicia així una de les carreres artístiques més longeves de l'escena espanyola, desenvolupant durant més de sis dècades una trajectòria professional que l'ha portat a participar en més de 80 muntatges teatrals, centenars de recitals poètics, sèries de televisió i pel·lícules de la mà de professionals com Adolfo Marsillach, Fernando Fernán-Gómez, Carlos Saura, o José Luis Borau.
L'any 2019 el Fons Charo Soriano, compost per una diversa tipologia documental (fotografies, llibrets, material audiovisual, retallades de premsa....) rebuda i produïda per l'actriu, va ser dipositat en el Centre de Documentació de les Arts Escèniques i de la Música (CDAEM).

## Teatre
Realitza el seu primer rol destacat en 1946 en l'obra El sexo débil ha hecho gimnasia, d'Enrique Jardiel Poncela. Comença a sobresortir en diferents papers i companyies com la de Irene López Heredia i a participar en vàries gires americanes amb les companyies de María Esperanza Navarro - Ricardo Alpuente (1950) i Pedro López Lagar (1951-1952).
Per motius personals ha d'abandonar la seva activitat artística, tornant al costat de l'actriu Isabel Garcés amb l'obra El amor….. y una señora (1958). En aquesta nova etapa intervé en produccions com La encantadora familia Bliss (1959), Cuidado con las personas formales (1960) o Don Juan Tenorio (1961). Alhora pren part en representacions de diversos gèneres al costat de textos d'autors moderns com Ugo Betti (Lucha hasta el alba, 1962), Thorbjørn Egner (La ciudad de los ladrones, 1965), Alfonso Sastre (Oficio de tinieblas, 1967) o Edward Albee (Un delicado equilibrio, 1969).
El 1965, amb ¿Quién quiere una copla del Arcipreste de Hita?, emprèn la seva col·laboració amb l'actor i director Adolfo Marsillach, estenent-se al llarg de diferents muntatges, entre els quals destaquen Águila de Blasón (1966), La piedad de noviembre (1966), Marat-Sade (1968), El Tartufo (1970) i La señorita Julia (1973).
A la dècada de 1970 intervé en muntatges com Descansa en paz … querida (1972), Alguien debe morir esta noche (1975), de Fernando García Tola, La piel del limón (1976), Abre el ojo (1978) o Noche de guerra en el Museo del Prado (1978).
En els últims anys ha centrat la seva carrera en el teatre, destacant les seves interpretacions en La cena del rey Baltasar (1981), de Pedro Calderón de la Barca, Calígula (1982), d'Albert Camus, Los ladrones somos gente honrada (1985), El concierto de San Ovidio (1986), Tirante el Blanco (1987), de Joanot Martorell, Comisaría especial para mujeres (1992) d'Alberto Miralles, Mariposas negras (1994), de Jaime Salom, Magnolias de acero (1997), Una mujer sin importancia (2000), d'Oscar Wilde, amb Silvia Tortosa, Pato a la naranja (2000), Don Juan Tenorio (2001), Las bicicletas son para el verano (2003), La pereza (2006), La visita inesperada (2006) o Collioure, último viaje de Antonio Machado (2007), de Marco Canale.
Al costat de les representacions teatrals ha realitzat nombrosos recitals sobre textos de poetes clàssics i moderns per tot el país, sola o al costat de l'actor Pepe Martín, com l'espectacle Poemas a dos voces.

## Cinema
En 1966 debuta al cinema amb la primera pel·lícula d'Antonio Giménez Rico, Mañana de domingo.
La seva carrera en la pantalla gran es desenvolupa sobretot en els anys setanta i vuitanta, i es caracteritza per una destacada reiteració de papers dramàtics, dones estripades i apassionades. Al llarg d'aquests anys, té ocasió de treballar amb alguns dels cineastes més destacats del moment, com Carlos Saura, Adolfo Marsillach o Jaime Camino.
Destaquen en la seva filmografia títols com Las salvajes en Puente San Gil (1966), Stress es tres, tres (1968), El jardín de las delicias (1970), La casa de las chivas (1971), Ana y los lobos (1972), Flor de santidad (1972), Les llargues vacances del 36 (1976), Mamá cumple cien años (1979), Otra vez adiós (1980) o De hombre a hombre (1984). Després d'una pausa de dotze anys va tornar a la pantalla gran de la mà de Manuel Gutiérrez Aragón, amb Cosas que dejé en La Habana (1997), i José Luis Borau a Leo (2000).

## Televisió
A Televisió Espanyola són nombroses les seves col·laboracions en la dècada de 1970 en diversos programes i sèries com Estudio 1 (Otelo, El sillón vacío, El viajero sin equipaje, Curva peligrosa), Novela, Risa española (Pepa, la frescachona), Teatro de Siempre (Napoleón I, 1970), Ficciones (La aparición de la señora Veal, 1972), Curro Jiménez, Este señor de negro (dirigida per Antonio Mercero, 1975), El quinto jinete (El demonio, 1975) o Silencio, estrenamos, amb guió d'Adolfo Marsillach i direcció de Pilar Miró (1974). En la dècada de 1990 destaca la seva intervenció en les sèries ¡Ay señor, señor! (1994) y Carmen y familia (1996). La seva última aparició televisiva va ser en 2011 en la minisèrie Sofia.

## Premis
Premis del Sindicat Nacional de l'Espectacle de 1971 a la millor actriu, per La casa de las chivas.
Premi d'Interpretació en el cicle de Teatre Llatí (1968), per Marat-Sade.

## Trajectòria en teatre
- Dineros son calidad (1960), de Lope de Vega.
- La madriguera (1960), de Ricardo Rodriguez Buded.
- Mermelada de ciruelas (1960), de Manuel Gallego Morell.
- Los empeños de una casa (1961), de Sor Juana Inés de la Cruz.
- La noche del 5 de marzo (1961), de Jack Roffey i Gordon Harbord.
- La malcasada (1962), de Lope de Vega.
- Lucha hasta el alba (1962), de Ugo Betti.
- Blanca por fuera y Rosa por dentro (1964), de Enrique Jardiel Poncela.
- Nuestros ángeles (1964), de Joaquín Calvo Sotelo.
- La casa sobre el agua (1964), de Ugo Betti.
- La Feria del Come y Calla (1964) de Alfredo Mañas.
- Los peces gordos (1965), de Alfonso Paso.
- Mala semilla (1966), de Maxwell Anderson.
- ¿Quién quiere una copla del Arcipreste de Hita? (1965), de José Martín Recuerda.
- Los siete infantes de Lara (1966), de Lope de Vega.[3]
- El castigo sin venganza  (1967), de Lope de Vega.
- Oficio de tinieblas (1967), d'Alfonso Sastre.
- Marat-Sade  (1968), de Peter Weiss.
- Enseñar a un sinvergüenza (1968), de Alfonso Paso.
- Anda idiota cásate (1969), de Alfonso Paso.
- Tartufo (1969), de Molière.
- Un delicado equilibrio (1969), de Edward Albee.
- Descansa en paz querida... (1972), de Durbridge.
- Flor de santidad (1973), de Adolfo Marsillach.
- La señorita Julia (1973), de August Strindberg.
- A dos barajas (1974), de José Martín Descalzo.
- Juno y el Pavo Real (1974), de Sean O'Casey.
- Alguien debe morir esta noche (1975), de Fernando García Tola.
- La piel del limón (1976), de Jaime Salom.[4]
- Noche de guerra en el Museo del Prado (1978), de Rafael Alberti.
- La dama de Alejandría (1980), de Pedro Calderón de la Barca;[5]
- La cena del rey Baltasar (1981), de Pedro Calderón de la Barca.[6]
- El pelícano (1981), de August Strindberg.
- Calígula (1982), de Albert Camus.
- Golfus de Emérita Augusta (1983).
- Los ladrones somos gente honrada  (1985), de Jardiel Poncela.
- El concierto de San Ovidio  (1986), de Antonio Buero Vallejo.
- Tirante el Blanco  (1987), de Joanot Martorell.
- La Celestina  (1988), de Fernando de Rojas.
- Etiqueta negra (1989/1990), de Pierrette Bruno.
- Comisaría especial para mujeres (1992), de Alberto Miralles.
- Mariposas negras (1994), de Jaime Salom.
- Grita (1995), de José Luis Raymond e Ignacio Del Moral.
- Magnolias de acero (1997), de Robert Harling.
- Homenaje a Lorca (1998), con Imperio Argentina.
- La Celestina  (1999), haciendo el papel de Celestina.
- Una mujer sin importancia  (2000), de Oscar Wilde.
- Pato a la naranja  (2000), de William Douglas-Home.
- Don Juan Tenorio (2001), de José Zorrilla.
- Las bicicletas son para el verano (2003), de Fernando Fernán Gómez.
- La pereza (2006), de Ricardo Talesnik.
- Una visita inesperada (2007), d'Agatha Christie.